# Cercopithecus denti
Cercopithecus denti är en primat i släktet markattor som förekommer i centrala Afrika. Populationen listades tidigare som underart till kronmarkatta (Cercopithecus pogonias) eller Wolfs markatta (Cercopithecus wolfi) och sedan 2013 godkänns den som art.
Denna markatta lever i nordöstra delen av Kongo-Kinshasa och i angränsande områden av Centralafrikanska republiken, Rwanda och Uganda. Arten vistas främst i tropiska skogar i låglandet och den hittas mer sällsynt i bergstrakter.
Individerna bildar flockar med cirka 20 medlemmar.
Cercopithecus denti hotas lokalt av skogsavverkning och av jakt för köttets skull. För att skydda beståndet upptogs arten i appendix II av CITES. Markattan hittas även i olika naturskyddsområden. IUCN listar hela beståndet som livskraftig (LC).